# 光明邨大酒家

光明邨大酒店Logo

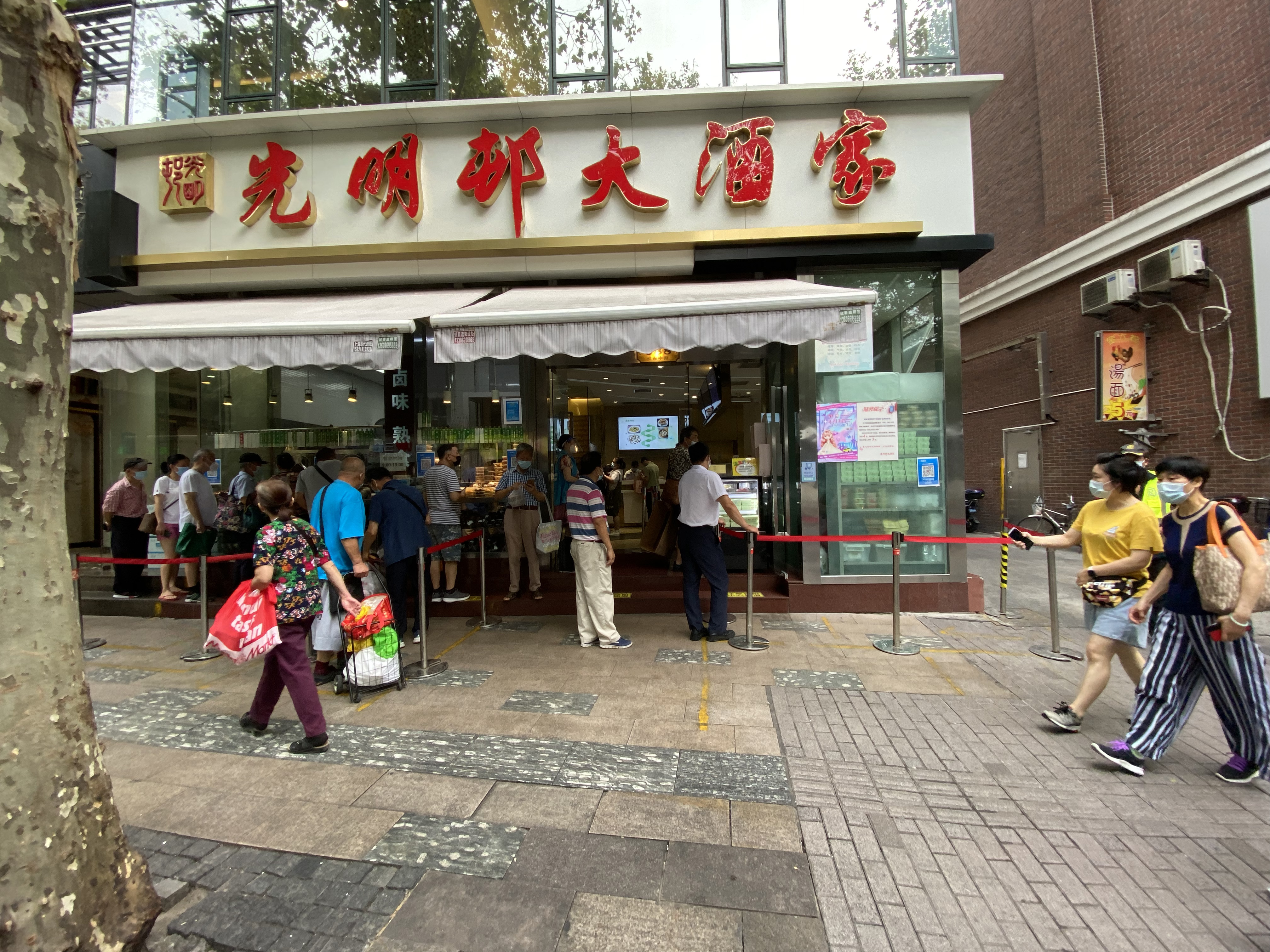
位于淮海中路的光明邨大酒家

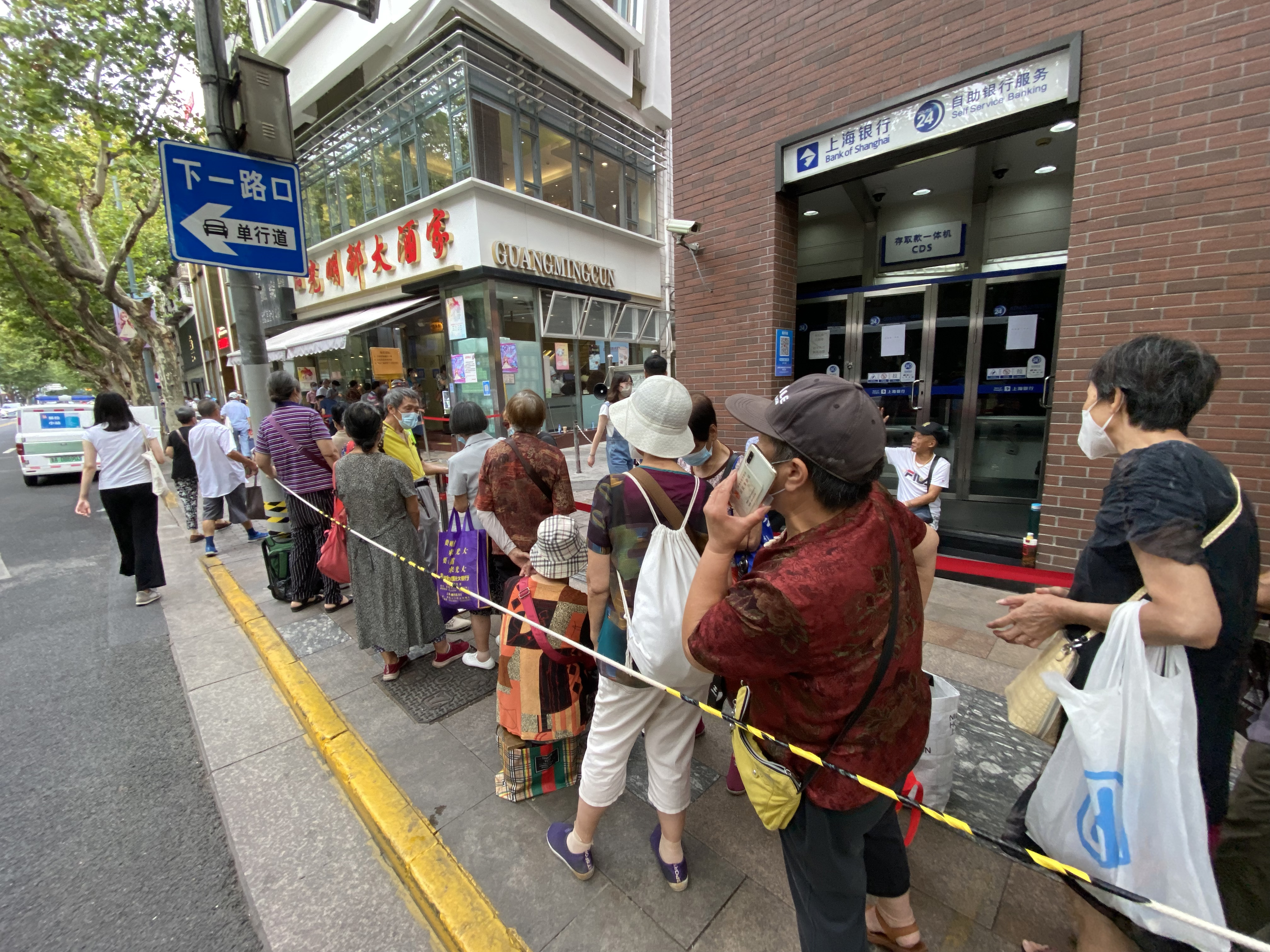
每逢中秋前夕，光明邨大酒家会有排长队的顾客购买鲜肉月饼

光明邨大酒家是中華人民共和國上海市黃浦區淮海中路588号的一家飯店，隸屬於上海淮海商业（集团）有限公司。前身是1956年10月成立的淮海食堂。1960年1月，淮海食堂從公私合營变更为国营企业，店名更改为“光明邨点心店”。1990年7月，光明邨点心店停业。1993年12月，光明邨大酒家在光明邨点心店原址揭幕。2015年8月，光明邨大酒家汇阳广场店（田林路店）开业。位於淮海中路的飯店一樓是對外銷售的熟食、點心、半成品和鮮肉月餅。臨近中秋節，顧客會在光明邨大酒家門口大排長龍等待購買鮮肉月餅。二樓是小吃廣場，提供麵食。三樓是多功能宴會廳。四樓是包房。三樓和四樓提供的菜餚以本幫菜為主。